# La familia Colón
La familia Colón fue una serie española de televisión emitida por La 1 de TVE en 1967.

## Argumento
La serie gira en tono de comedia en torno a las peripecias de una familia argentina, integrada por Elena y Julio, un matrimonio maduro y sus dos hijos Virginia y Rodrigo (nacidos respectivamente en México y Colombia) en la veintena más su pastor alemán, que se instala en España y las dificultades para adaptarse a la idiosincrasia del nuevo país. Julio se dedicará a sacar adelante sus negocios con el respaldo de su secretario Guillermo.

## Intérpretes
- Susana Canales (Elena Colón)
- Fernando Siro (Julio Colón)
- Manuel Velasco (Rodrigo Colón)
- Nieves Salcedo (Virginia Colón)
- Pepe Martín (Guillermo)
- Laly Soldevila (Victoria)

## Equipo técnico
- Idea original: Óscar Banegas
- Argumento: Osvaldo Dragun.
- Dirección: Julio Coll.
- Ayudante dirección: Luis Ligero.
- Música: Juan Carlos Calderón.
- Fotografía: Mario Pacheco.
- Productor ejecutivo: Juan Jesús Buhigas.

## Listado de episodios
- La familia Colón llega a España (13-1-1967)
  - Margot Cottens
  - Pedro Porcel
  - Julia Caba Alba
  - Arturo López
  - Julia Pachelo
  - Nuria Carresi
  - Siro López
- Tempestad en un vaso (20-1-1967)
  - Emilio Gutiérrez Caba
  - Ana María Vidal
- El repatriado (27-1-1967)
  - Joaquín Roa
  - Nela Conjiú
  - Fernando Sánchez Polack
  - José Carabias
  - Elsa Baeza
- Sacrificio por chiripa (3-2-1967)
  - Manuel Alexandre
  - Fernando Guillén
  - Tina Sáinz
  - Jesús Guzmán
- Primavera de raza I (10-2-1967)
  - Manuel Zarzo
  - Antonio Martelo
  - Laly Soldevila
- Primavera de raza II (17-2-1967)
  - Manuel Zarzo
  - Antonio Martelo
  - Laly Soldevila
- Ciudadano del mundo (24-2-1967)
  - Alex Darna
  - Francisco Camoiras
- Cuando al volver una esquina te encuentras (3-3-1967)
  - Elena Cruz
  - Miguel Armario
  - Manuel Tejada
  - Mercedes Barranco
  - Luis Barbero
- Miss Publicidad (10-3-1967)
  - Luchy Soto
  - María Luisa Ponte
  - Manuel Torremocha
  - Luis Varela
- A Elena le sienta bien el luto (17-3-1967)
  - Elisa Montés
  - Julio Riscal
  - Venancio Muro